# 塔克拉山
15°17′37″S 70°48′14″W / 15.29361°S 70.80389°W
塔克拉山（T'akra），是秘魯的山峰，位於該國東南部普諾大區，由蘭帕省的奧庫維里區負責管轄，屬於安地斯山脈的一部分，海拔高度5,100米。